# Jan Potempa
Jan Stanisław Potempa (ur. 1955 w Tarnowie) – polski biolog o specjalności biochemia, mikrobiologia. 
Jest absolwentem III Liceum Ogólnokształcącego im. Adama Mickiewicza w Tarnowie. Tytuł magistra otrzymał w 1979 roku na Uniwersytecie Jagiellońskim. Na tej uczelni obronił również doktorat (1982) i uzyskał habilitację (1993). Tytuł profesorski w dziedzinie nauk biologicznych otrzymał 20 maja 1998.

## Odznaczenia, wyróżnienia i nagrody
- Nagroda Fundacji na rzecz Nauki Polskiej za badania nad paradontozą (2011)[4]
- Dukat Tarnowski (2016)[5]
- Doktor honoris causa Uniwersytetu Amsterdamskiego za „dokonania w dziedzinie badań nad bakteriami jamy ustnej” (2021)[6]
- Nagroda Heisiga (2021)[7]
- Nagroda Miasta Krakowa (2023)[8]